# 爛泥灣
爛泥灣（後改作萬宜灣）位於香港新界西貢半島東部，現時已成為萬宜水庫的一部份。
爛泥灣於1970年代前已有一條爛泥灣村（後改作萬宜村），村內住有50多戶約400名客家人，主要以農業和漁業維生。1965年，香港政府打算在西貢官門水道興建萬宜水庫，萬宜村為該海峽北岸最大的村落。水庫亦因此得名。由於興建水庫後，爛泥灣村會被淹沒，故政府需要安排遷徙村民，最後村民被調遷至西貢舊墟近西貢公眾碼頭一帶，因遷徙影響的村民可得到政府相應的賠償。
而村落的建築物從此在水底之下。